# Pheidole goeldii
Pheidole goeldii är en myrart som beskrevs av Auguste-Henri Forel 1896. Pheidole goeldii ingår i släktet Pheidole och familjen myror.

## Underarter
Arten delas in i följande underarter:
- P. g. chloe
- P. g. goeldii